# 汗伯克
汗伯克是可萨將軍的头衔。

## 历史
可萨汗国的王权分成二部分。波斯人加尔迪齊说可薩有两个可汗，名義上的可汗出身自阿史那氏，虛位元首、不理政務。汗伯克是事实上的國王，管理軍事与行政。可汗三个月見人民一次。如汗國遭遇災難或戰爭失利，可汗就會被殺(因神聖的力量離開了他)。
汗伯克的地位等同于突厥汗国的設，由布藍家族世袭，類似日本幕府的征夷大将军。
曾經擔任汗伯克的可薩將領有喬潘答剌罕、阿勒普达尔罕、俄巴底亚、阿倫二世與約瑟夫等軍事人物。